# Typhlamphiascus typhlops
Typhlamphiascus typhlops är en kräftdjursart som först beskrevs av Georg Ossian Sars 1906.  Typhlamphiascus typhlops ingår i släktet Typhlamphiascus och familjen Diosaccidae. Inga underarter finns listade i Catalogue of Life.